# Молодіжна збірна Ісландії з футболу
Молодіжна збірна Ісландії з футболу — національна футбольна збірна Ісландії, у складі якої можуть виступати ісландські футболісти у віці 21 року та молодше.

## Виступи начемпіонатах Європидо 21 року
- 1978 — не пройшла кваліфікацію
- 1980 — не пройшла кваліфікацію
- 1982 — не пройшла кваліфікацію
- 1984 — не пройшла кваліфікацію
- 1986 — не пройшла кваліфікацію
- 1988 — не пройшла кваліфікацію
- 1990 — не пройшла кваліфікацію
- 1992 — не пройшла кваліфікацію
- 1994 — не пройшла кваліфікацію
- 1996 — не пройшла кваліфікацію
- 1998 — не пройшла кваліфікацію
- 2000 — не пройшла кваліфікацію
- 2002 — не пройшла кваліфікацію
- 2004 — не пройшла кваліфікацію
- 2006 — не пройшла кваліфікацію
- 2007 — не пройшла кваліфікацію
- 2009 — не пройшла кваліфікацію
- 2011 — 3-є місце в групі А
- 2013 — не пройшла кваліфікацію
- 2015 — не пройшла кваліфікацію
- 2017 — не пройшла кваліфікацію
- 2019 — не пройшла кваліфікацію
- 2021 — 4-е місце в групі C
- 2023 — не пройшла кваліфікацію
- 2025 — не пройшла кваліфікацію